# Alfred Pina
 (août 2016).
Alfred Pina, né à Milan le 13 décembre 1887 et mort à Mesves-sur-Loire le 22 décembre 1966, est un sculpteur français d'origine italienne.

## Biographie
Le grand prix national de sculpture italien récompense en 1904 ses études à l'Académie des beaux-arts de Brera à Milan. Alfred Pina suit les cours d'anatomie artistique du professeur Broggi.
Il part à Bologne, puis à Rome. La fréquentation d'artistes français lui donne envie de connaître Paris où il arrive en 1911.
Alfred Pina loue l'orangerie au château des Imbergères à Sceaux et expose au Salon des artistes français de 1911 à 1914. Il reçoit de nombreuses commandes de bustes, et s'essaie à la gravure sur bois.
Après la déclaration de la Première Guerre mondiale, Alfred Pina s'exile à Montpellier, dont le musée acquiert un Buste de Beethoven. La guerre finie, il retourne à Paris et s'établit à Montparnasse, où il loue un atelier rue du Maine, contigu à celui d'Antoine Bourdelle.
L'exposition rétrospective de ses œuvres à la galerie Allard en 1920 connaît un grand succès. Le Salon des Tuileries refuse son Buste de Victor Hugo.
Au début des années vingt, Alfred Pina s'installe dans la Nièvre. Il acquiert une carrière de pierres à Malvaux qui lui sert à honorer ses nombreuses commandes de monuments aux morts. Dénué du sens des affaires, il achète avec la vente de la carrière une exploitation agricole d'une trentaine d'hectares à Mesves-sur-Loire. « Plus habile à modeler la terre qu'à la retourner »[réf. nécessaire] il rentre à Paris laissant sa ferme aux soins d'une amie, Marcelle Lefèvre.
Il retrouve ses amis italiens, les peintres Arduino Colato, Varèse et Sili Prandi, le sculpteur suisse Wegener, le graveur Rappa. Un concours universel lancé par Benito Mussolini le désigne pour le projet du tombeau de Dante qui sera son œuvre maîtresse. Il repart à Rome.
À son retour en France, en 1929, il organise une exposition des artistes italiens de la capitale au Cercle de la rue Boissy d'Anglas. Les bronzes du tombeau de Dante sont envoyés à la fonte lors de la Seconde Guerre mondiale. Dans son ouvrage publié en 1929, Gaston de Pawlowski écrit : « Pina, also, a continuer of Michel-Ange and of Rodin has understood how to build an entirely new artistic world on ancient foundations ».
Alfred Pina s'installe à Mesves-sur-Loire, épouse Antoinette Meunier et obtient la nationalité française. Il expose à Nevers et à Vezelay où il participe à une exposition d'art religieux. Il meurt à Mesves-sur-Loire le 22 décembre 1966 et est enterré dans le cimetière communal où s'y trouve également son ami de toujours le peintre Arduino Colato (1880-1954).

## Œuvres dans les collections publiques
- Monuments aux morts en France et à Rome.
- ÀBerlin.
- Montpellier.
- Paris.
- Rome.
- Vatican.
- Venise.